# سينما غانا

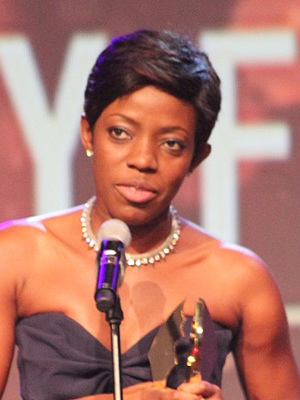

تُشير السينما الغانية إلى صناعة السينما في غانا.
بدأت السينما في غانا عندما تم تقديم الإنتاج السينمائي المبكر لأول مرة إلى مستعمرة ساحل الذهب الإنجليزي (غانا الآن) في عام 1923. في ذلك الوقت كان بإمكان الأثرياء فقط مشاهدة الأفلام. في الخمسينيات من القرن الماضي، بدأ صناعة الأفلام في غانا في الازدياد. كانت دور السينما هي المكان الرئيسي لمشاهدة الأفلام حتى أصبح الفيديو المنزلي أكثر شهرة.